# Новые Серги
Но́вые Серги́ — посёлок городского типа в Нижнесергинском районе Свердловской области России. Входит в состав Дружининского городского поселения Нижнесергинского муниципального района.

## География
Посёлок Новые Серги образован на месте бывшего военного городка Нижние Серги-3 в 70 км к западу от Екатеринбурга.

## История
Военный городок Нижние Серги-3 построен в 1959 году севернее посёлка Солдатка.
В апреле 2023 года был внесён законопроект об образовании посёлка городского типа с предполагаемым наименованием Новые Серги. Населённый пункт был образован 23 мая 2023 года. В августе 2023 года наименование посёлка одобрено правительством Свердловской области.

## Население
| 2023 |
| ---- |
| 1110 |

## Инфраструктура
Объекты, ранее принадлежавшие Министерству обороны, в 2020 году были переданы в собственность Дружининского городского поселения. Это жилые дома, детский сад, две школы, дом культуры, спортзал, магазин, дороги местного значения.